# Beura-Cardezza
Beura-Cardezza es una localidad y comune italiana de la provincia de Verbano-Cusio-Ossola, región de Piamonte, con 1.392 habitantes.

## Evolución demográfica
| Gráfica de evolución demográfica de Beura-Cardezza entre 1861 y 2001 |
|                                                                      |
| Fuente ISTAT - elaboración gráfica de Wikipedia                      |